# Tusitala unica
Tusitala unica es una especie de araña saltarina del género Tusitala, familia Salticidae. Fue descrita científicamente por Wesołowska & Russell-Smith en 2000.
Habita en Tanzania.